# 荷里路德修道院
荷里路德修道院（英語：Holyrood Abbey）是一座曾經位於蘇格蘭愛丁堡的律修會修道院，18世紀被毀，現僅存遺址。該修道院由大衛一世建造於1128年，15世紀時修道院的一部份被當做了皇家住所，後來因此進一步在修道院旁邊建起了荷里路德宮。17世紀時依然作為教區教堂使用，18世紀被毀。殘存的牆壁還緊靠著荷里路德宮，處在今皇家一英里的東端。修道院所在地現在是英國在册古迹。

## 歷史

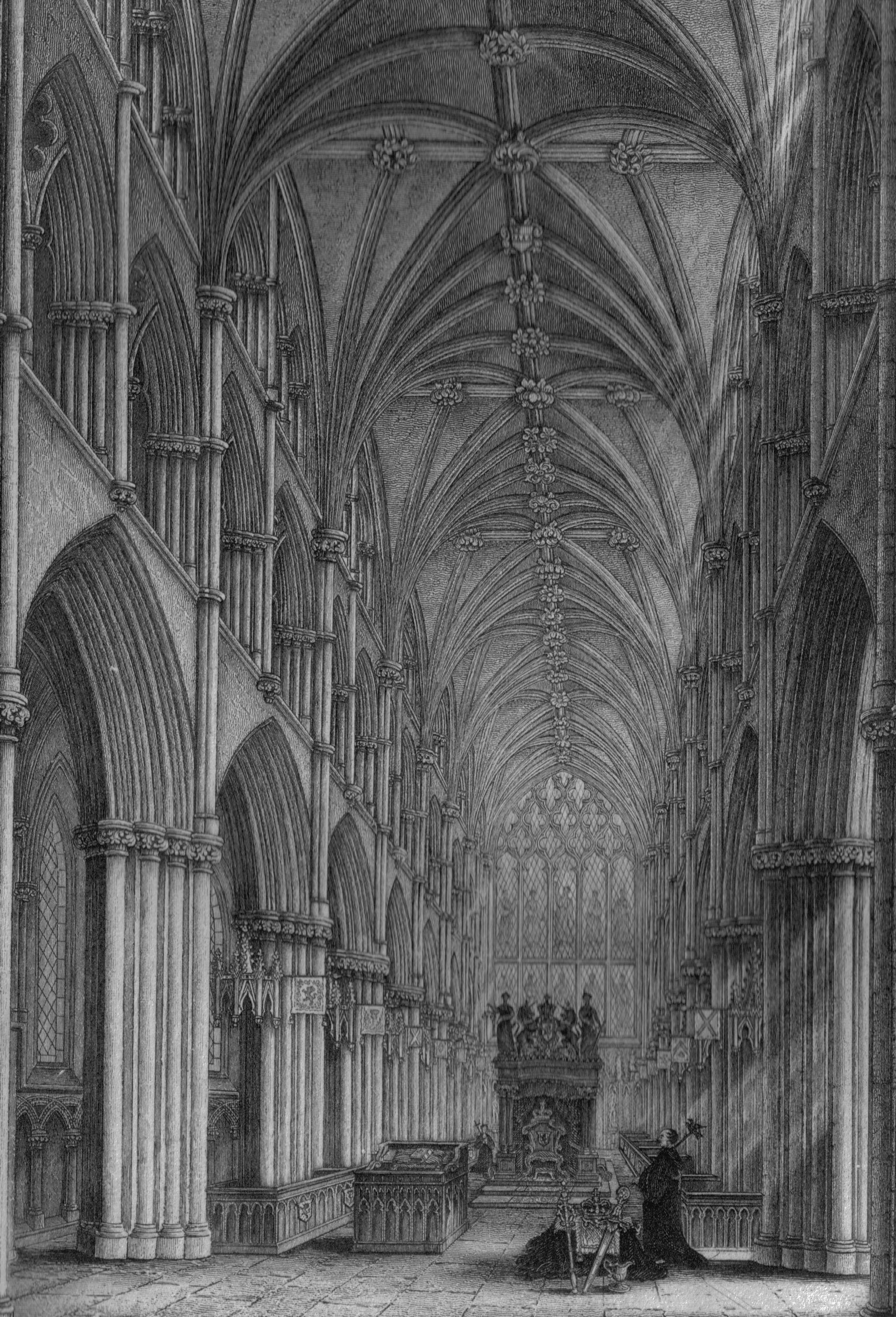
詹姆斯七世時的皇家禮拜堂

根據傳說，1127年大衛一世在愛丁堡東部的森林中打獵，他的坐騎被一頭赤雄鹿驚嚇而將主人摔下了馬背。正當這頭雄鹿要用鹿角頂撞國王時，鹿角與國王之間突然降下了一個十字架。因為被十字架擋住了雄鹿的攻擊，國王得以倖免。次年爲了感激上蒼的拯救，大衛一世在現址建起了荷里路德修道院。最早此地居住著來自莫頓修道院的律修會修士，而荷里路德修道院的佈局也與此修道院相似。1177年教廷使節維維安在此舉行會議。1189年貴族們與蘇格蘭高等神職者在此聚頭商量贖回威廉一世事宜。大修道院的主體建造於1195至1230年間。
蘇格蘭議會曾在1256、1285、1327、1366、1384、1389和1410年於此地集會。1326年羅伯特·布魯斯在此舉行議會，並在隨後的1329年開始將荷里路德作為皇家駐地。15世紀中葉由於愛丁堡成為蘇格蘭重鎮及宮廷所在地，因此皇室成員更加頻繁地造訪荷里路德修道院。實際上詹姆斯二世和他的孿生兄弟亞歷山大·斯圖亞特都是在1430年10月於此修道院誕生的，詹姆斯二世在1437年於此地加冕，並在1449年在此地結婚。1498年至1501年間，詹姆斯四世在修道院的旁邊興建宮殿。1538年詹姆斯五世幼子第一代奧克尼伯爵羅伯特·斯圖亞特被任命為荷里路德修道院的commendator。
在爭奪瑪麗皇后的粗暴求婚一役中，由愛德華·西摩帶領的英格蘭軍隊在1544年和1547年兩度對荷里路德修道院進行了破壞，掠奪大量修道院所有物。1559年，在蘇格蘭改革期間，修道院再次遭到洗劫，其祭壇也被破壞。1569年，亞當·博斯威爾（Adam Bothwell），時任荷里路德修道院commendator通知蘇格蘭長老會大會修道院東部損壞太過嚴重，唱詩班和袖廊都不得不廢除。次年拆除正式實施，修道院因此僅餘中殿，修道院本身也變成了坎特門農的教區教堂。1570年至1573年間在修道院東部建起了新的山牆，擋住了兩扇窗戶，而原來位於東部的皇家墓地也搬到了南部的新址。
1686年，詹姆斯二世在荷里路德宮建造了耶穌會學院。次年其集會地點搬到坎農格特蘇格蘭教會，而荷里路德宮則變成了皇家羅馬天主教禮拜堂及薊花勳章禮拜堂。根據詹姆斯·史密斯的規劃，在修道院的安裝了雕有薊花勳章的座位，雕刻師是格林林·吉本斯。然而隨著1688年的光榮革命，愛丁堡的暴徒再次洗劫荷里路德修道院，摧毀了新建的皇家禮拜堂并掘開了皇家陵寢。1758年其木制屋顶换成石制，但是質量很差。於是在1768年的一場暴風雨中被掀翻，此後長時間內該修道院都是沒有屋頂的廢墟。1835年建築師詹姆斯·吉萊斯皮·格拉哈姆提議將其修復作為蘇格蘭長老會集會地。1906年被他人提議再建為薊花勳章禮拜堂，當時兩次提議都被駁回。如此荷里路德修道院的廢墟模樣一直保留到了現在。

## 外部連結
- 荷里路德修道院 - site information from Historic Scotland
- Catholic Encyclopedia's article on the abbey （页面存档备份，存于）

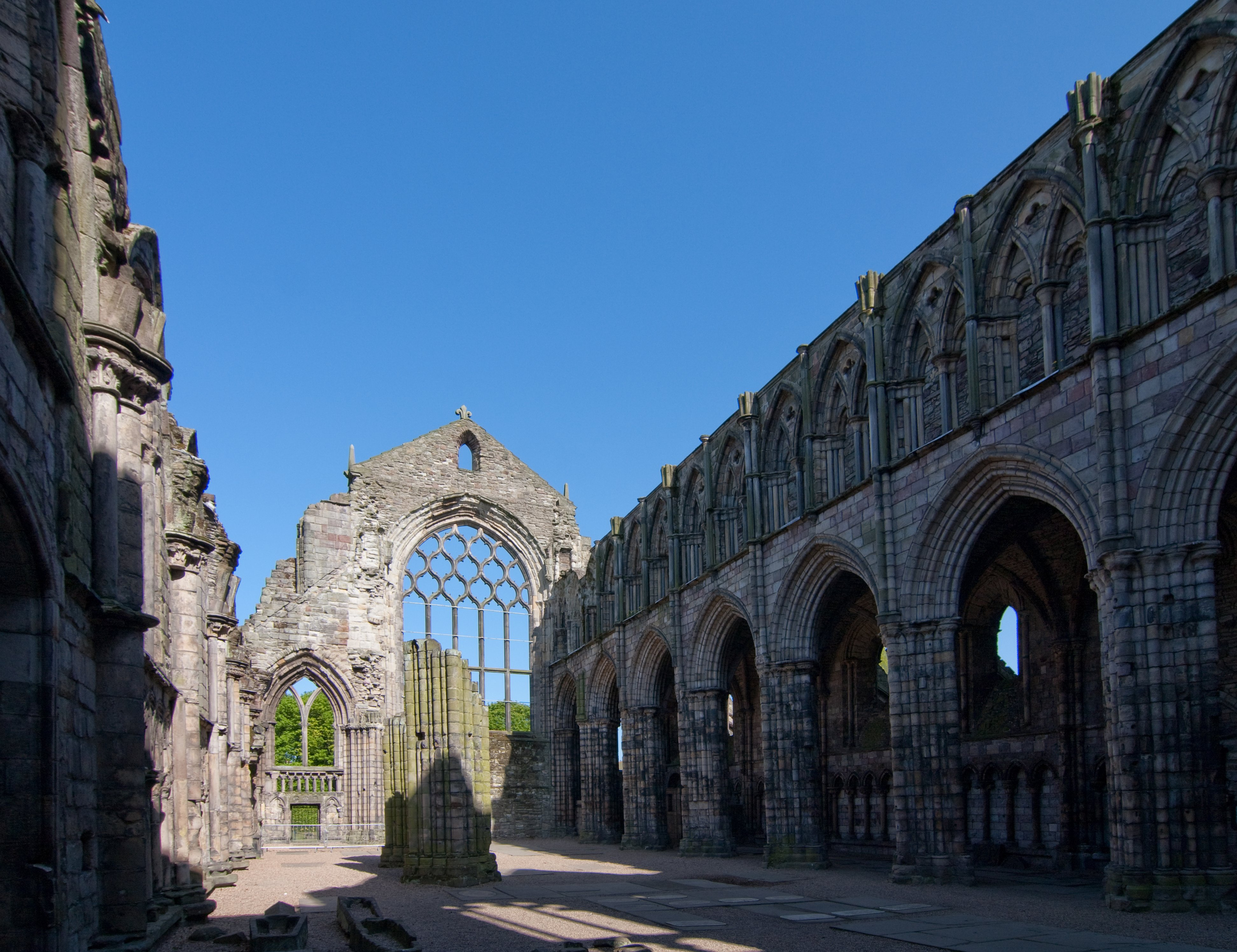
荷里路德修道院廢墟内部

- Holyrood Abbey Church website

55°57′11″N 3°10′18″W / 55.9531°N 3.1716°W